# Gerónimo Barbadillo
Gerónimo Barbadillo González (Lima, 29 de setembre de 1954) és un exfutbolista peruà de la dècada de 1980.
Va formar part de l'equip peruà a la Copa del Món de 1982.
Pel que fa a clubs, defensà els colors de Sport Boys, Tigres UANL, Avellino i Udinese.
El seu pare fou el també futbolista Guillermo Barbadillo Alvarado.

## Palmarès
Tigres UANL
- Lliga mexicana de futbol: 1

1977-78, 1981-82
- Copa MX: 1

1975-76
Perú
- Copa Amèrica

1975